# パース (スコットランド)
パース（英語: Perth、 スコットランド・ゲール語: Peairt、 スコットランド語: Pairth）は、スコットランドの都市。テイ川右岸に位置する。

## 概要
13世紀から15世紀までスコットランド王国の首都であった。シティの称号を持っている。
サッカークラブ、セント・ジョンストンFCの本拠地である。

## 姉妹都市
- アシャッフェンブルク （ドイツ、バイエルン州）
- 海口 （中国、海南省）
- パース （カナダ、オンタリオ州）
- ブィドゴシュチュ （ポーランド、クヤヴィ・ポモージェ県）
- プスコフ （ロシア、プスコフ州）
- コニャック （フランス、シャラント県）

## 出身人物
- ウィリアム・アーチャー - 劇作家
- ジョン・バカン - 小説家、歴史家、政治家
- チャールズ・マッケイ - 詩人、作家、小説家
- マーガレット・ステュアート - スコットランド王女、ルイ11世の妃
- イブ・ミュアヘッド - カーリング選手、2022年北京オリンピック金メダリスト